# Le Sauze-du-Lac
Le Sauze-du-Lac är en kommun i departementet Hautes-Alpes i regionen Provence-Alpes-Côte d'Azur i sydöstra Frankrike. Kommunen ligger  i kantonen Savines-le-Lac som ligger i arrondissementet Gap. År 2022 hade Le Sauze-du-Lac 158 invånare.

## Befolkningsutveckling
Antalet invånare i kommunen Le Sauze-du-Lac
Referens:INSEE

## Galleri

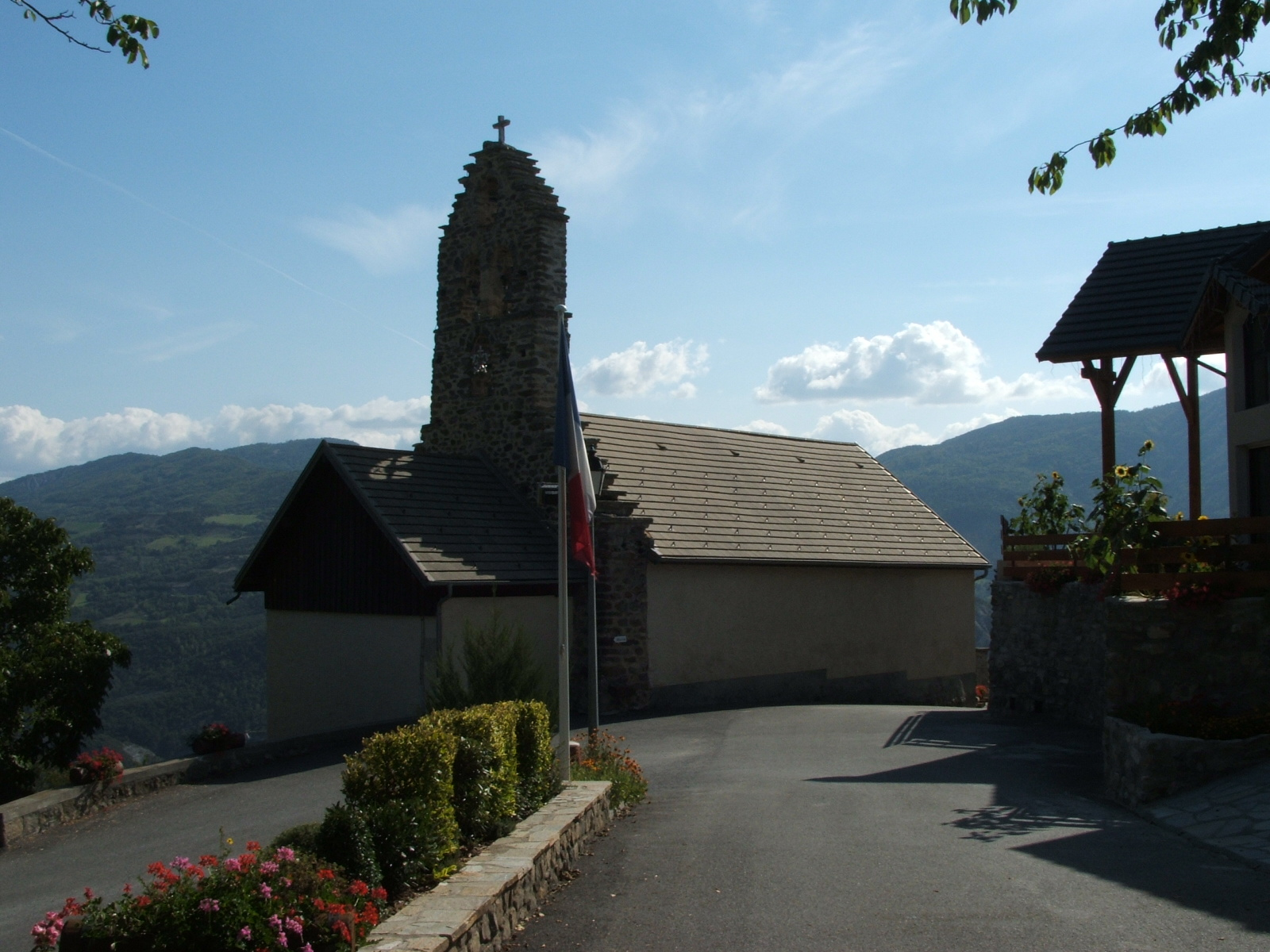
L'église du Sauze
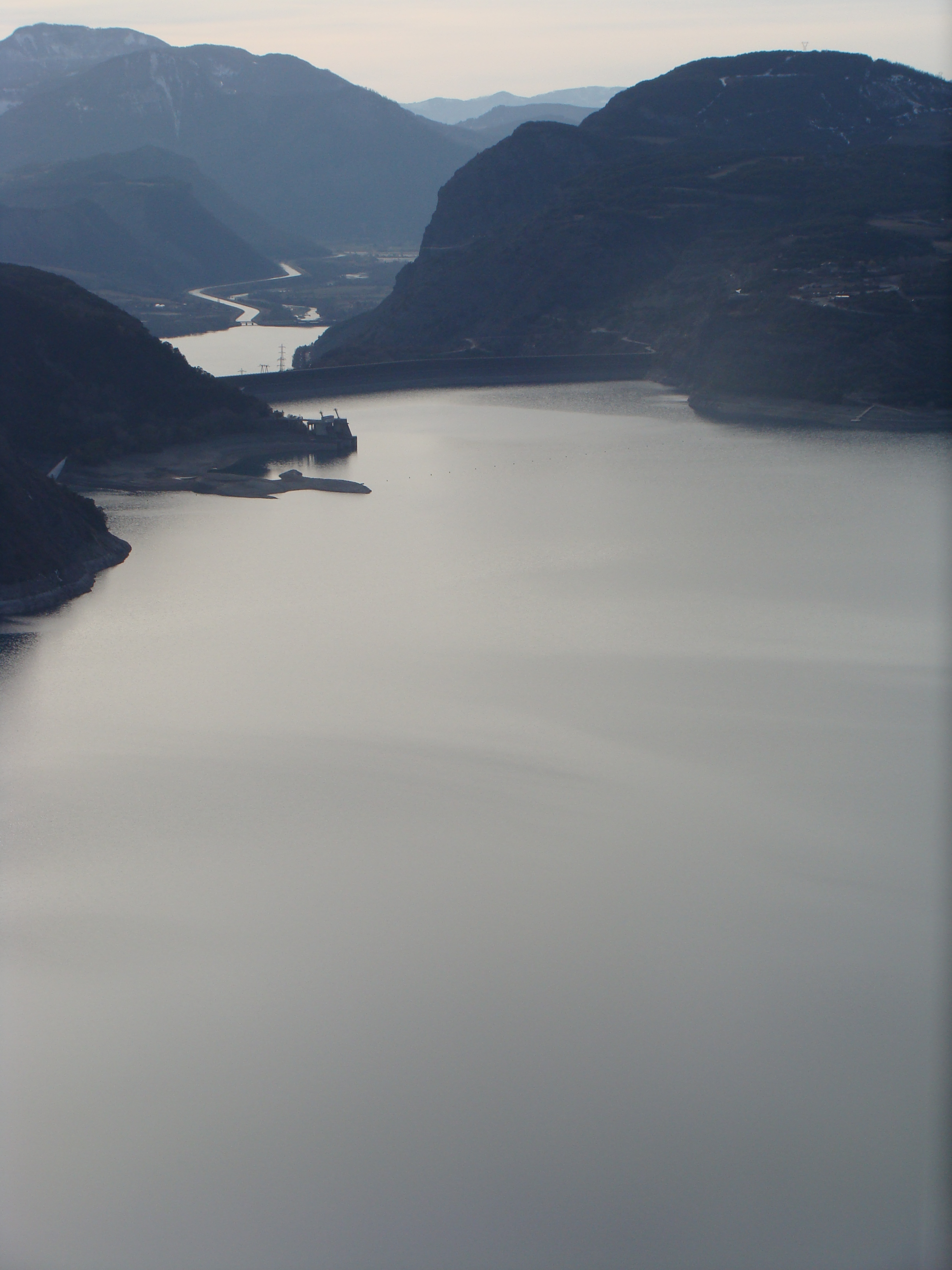
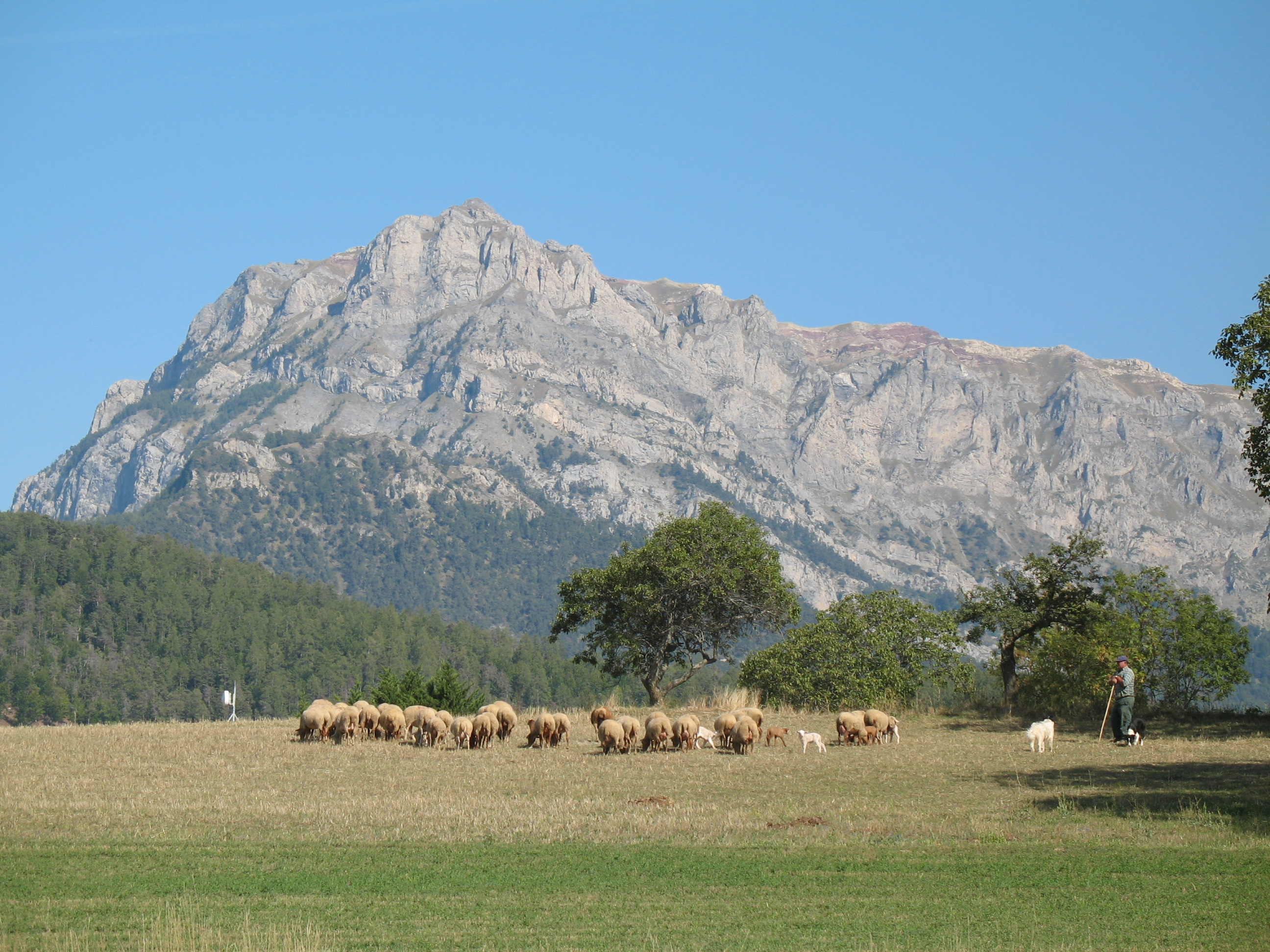
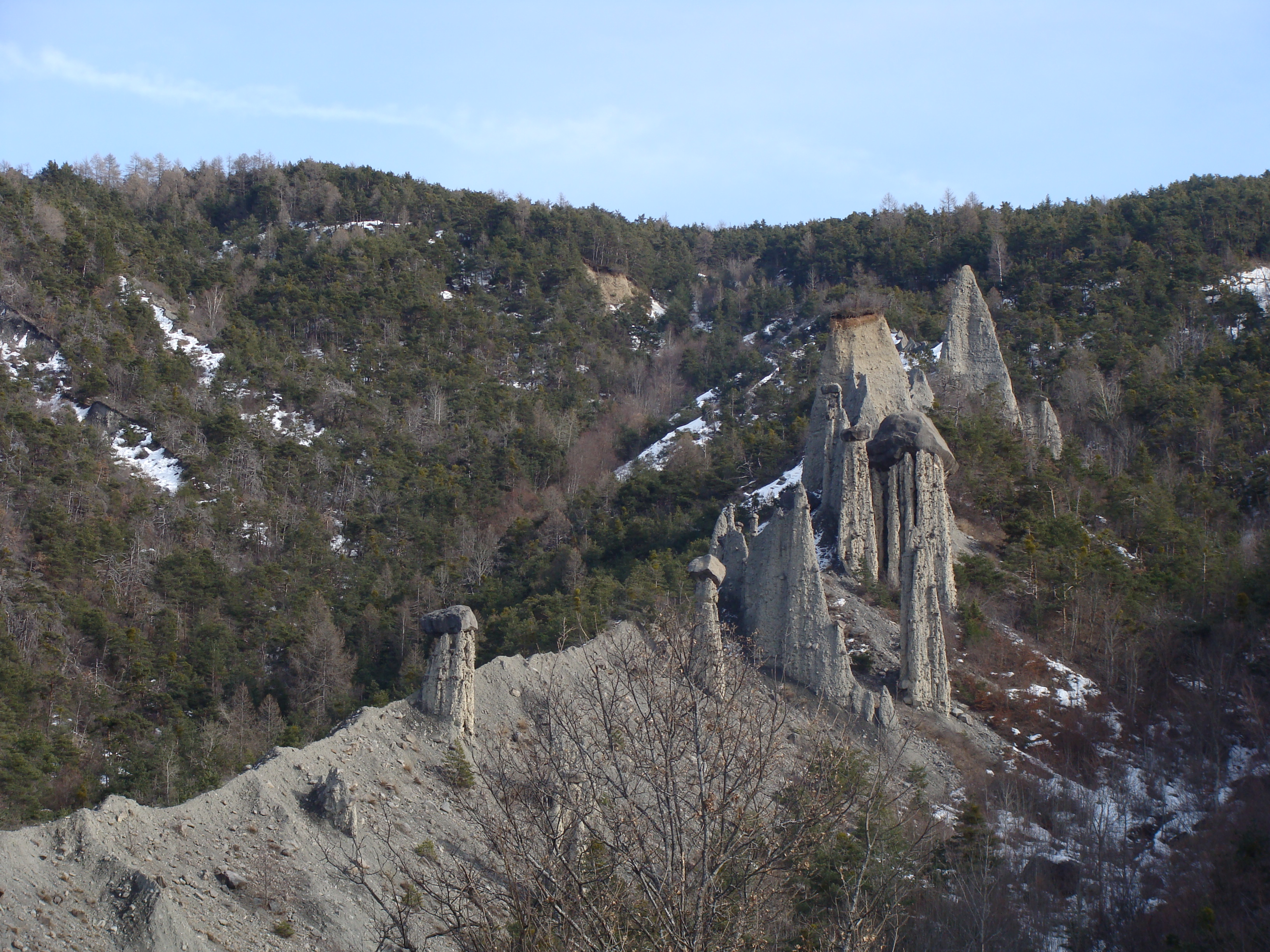
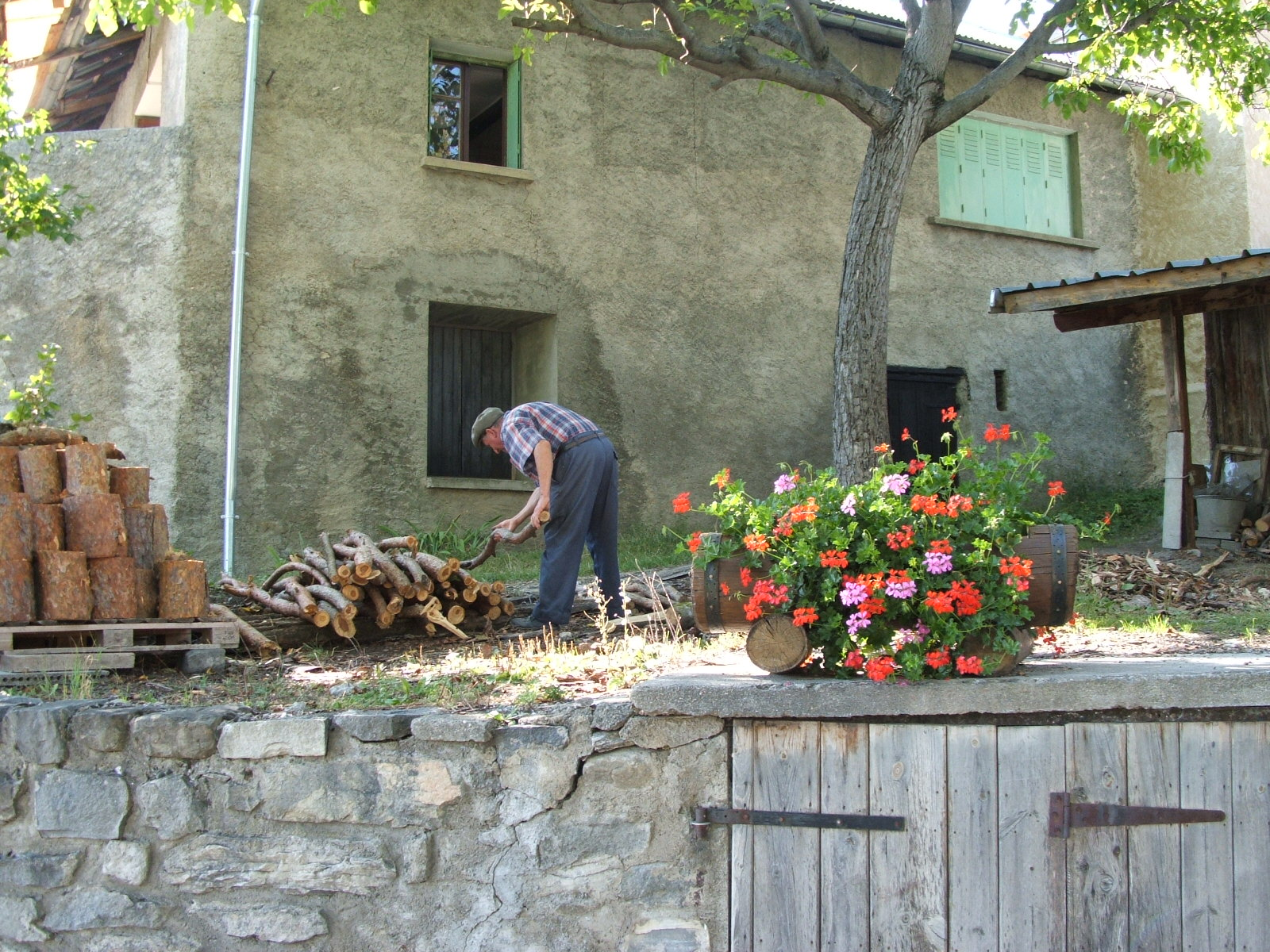